# Utaljivanje
Utaljivanje je postupak spajanja staklenih dijelova s metalnima (katkada s djelovima od konstrukcijske keramike). Prije utaljivanja stakleni se i metalni dio moraju zagrijati na približno jednaku temperaturu, a to je temperatura gnjecavosti stakla. Na toj je temperaturi metalni dio čvrst, a stakleni se lako oblikuje gnječenjem. Temperatura omekšavanja za meka stakla je viša od 500 ˚C, a od tvrdih stakala najvišu (oko 1 200 ˚C) ima kremeno staklo. Oblikovani utaljeni spoj dobro je dodatno zagrijavati da bi staklo rastvorilo tanak sloj oksida na površini metalnoga dijela. Tako se postiže mješoviti međusloj i potpuno sljubljivanje dijelova koje osigurava hermetičan sloj (nepropusan za plinove i tekućine). 

## Uvjet za dobru čvrstoću spoja
Za postizanje kvalitetnog utaljenog spoja bez unutarnjih naprezanja, koja bi pri promjenama temperature mogla izazvati pucanje staklenoga dijela zbog nejednakih promjena izmjera (dimenzija) dijelova, treba izabrati vrstu stakla i metala prema jednom od ovih dviju uvjeta:
- toplinsko istezanje metalnih i staklenih dijelova moraju biti približno jednake;
- metalni dio mora na mjestu spoja imati što manji poprječni presjek i mora biti od mekšega metala dobre gnječivosti ili, kada to nije moguće, presvučen takvim metalom.

Prvi uvjet najbolje ispunjava platina i meko staklo, ali zbog skupoće platine se koristi samo pri jakim kemijskim utjecajima. Za ispunjenje drugog uvjeta najbolje je metalni dio izraditi od bakra ili ga pobakriti.

### Postupak utaljivanja
Spojiti se utaljivanjem može na dva načina:
- gnječenjem staklenog oko metalnog dijela na mjestu spoja. Izrađeni i zagrijani stakleni i metalni dio učvrste se u potreban međusobni položaj, a zatim se stakleni dio gnječi (ručno s pomoću alata za obradbu stakla ili strojno) uz dodatno zagrijavanje plamenikom do postizanja spoja. Ovim se postupkom najčešće spajaju stakleni dijelovi sa žicama, šipkama ili nitima (uvodnicima struje ili elektrodama);
- s pomoću staklenoga prstena oko metalnoga dijela. Oko izrađenog i zagrijanoga metalnoga dijela na mjestu spoja omota se gnjecavo staklo tako da se oblikuje prsten. Metalni se dio nakon toga provuče kroz stakleni, a mjesto spoja zagrijava plamenikom dok se stakleni prsten i stakleni dio ne stope u cjelinu i stakleni dio potpuno ne priljubi uz metalni.

## Primjena
Spojevi utaljivanjem mogu se izvoditi ručno ili automatizirano. Pogodni su za masovnu proizvodnju i to u industriji žarulja, rendgenskih cijevi, katodnih cijevi, poluvodičkih dijelova, fotonaponskih ćelija i drugoga. Važne prednosti toga spoja jesu nepropusnost i električna izolacija metalnoga dijela.